# Sportlövészet az 1996. évi nyári olimpiai játékokon
Az 1996. évi nyári olimpiai játékokon a sportlövészetben tizenöt versenyszámot rendeztek.

## Éremtáblázat
(Az egyes számoszlopok legmagasabb értéke, vagy értékei vastagítással kiemelve.)
| Az 1996. évi nyári olimpiai játékok éremtáblázata sportlövészetben | Az 1996. évi nyári olimpiai játékok éremtáblázata sportlövészetben | Az 1996. évi nyári olimpiai játékok éremtáblázata sportlövészetben | Az 1996. évi nyári olimpiai játékok éremtáblázata sportlövészetben | Az 1996. évi nyári olimpiai játékok éremtáblázata sportlövészetben | Olimpia  |
| ------------------------------------------------------------------ | ------------------------------------------------------------------ | ------------------------------------------------------------------ | ------------------------------------------------------------------ | ------------------------------------------------------------------ | -------- |
|                                                                    | Ország                                                             | Arany                                                              | Ezüst                                                              | Bronz                                                              | Összesen |
| 1.                                                                 | Oroszország (RUS)                                                  | 3                                                                  | 2                                                                  | 1                                                                  | 6        |
| 2.                                                                 | Kína (CHN)                                                         | 2                                                                  | 2                                                                  | 1                                                                  | 5        |
| 3.                                                                 | Németország (GER)                                                  | 2                                                                  | 2                                                                  | 0                                                                  | 4        |
| 4.                                                                 | Olaszország (ITA)                                                  | 2                                                                  | 1                                                                  | 2                                                                  | 5        |
| 5.                                                                 | Ausztrália (AUS)                                                   | 2                                                                  | 0                                                                  | 1                                                                  | 3        |
| 6.                                                                 | Lengyelország (POL)                                                | 1                                                                  | 1                                                                  | 1                                                                  | 3        |
| 6.                                                                 | Egyesült Államok (USA)                                             | 1                                                                  | 1                                                                  | 1                                                                  | 3        |
| 8.                                                                 | Franciaország (FRA)                                                | 1                                                                  | 0                                                                  | 1                                                                  | 2        |
| 8.                                                                 | Jugoszlávia (YUG)                                                  | 1                                                                  | 0                                                                  | 1                                                                  | 2        |
|                                                                    |                                                                    |                                                                    |                                                                    |                                                                    |          |
| 10.                                                                | Bulgária (BUL)                                                     | 0                                                                  | 2                                                                  | 2                                                                  | 4        |
| 11.                                                                | Kazahsztán (KAZ)                                                   | 0                                                                  | 2                                                                  | 1                                                                  | 3        |
| 12.                                                                | Ausztria (AUT)                                                     | 0                                                                  | 1                                                                  | 1                                                                  | 2        |
| 13.                                                                | Fehéroroszország (BLR)                                             | 0                                                                  | 1                                                                  | 0                                                                  | 1        |
|                                                                    |                                                                    |                                                                    |                                                                    |                                                                    |          |
| 14.                                                                | Csehország (CZE)                                                   | 0                                                                  | 0                                                                  | 1                                                                  | 1        |
| 14.                                                                | Szlovákia (SVK)                                                    | 0                                                                  | 0                                                                  | 1                                                                  | 1        |
|                                                                    |                                                                    |                                                                    |                                                                    |                                                                    |          |
| Összesen                                                           | Összesen                                                           | 15                                                                 | 15                                                                 | 15                                                                 | 45       |

## Férfi

### Éremtáblázat
| Az 1996. évi nyári olimpiai játékok éremtáblázata férfi sportlövészetben | Az 1996. évi nyári olimpiai játékok éremtáblázata férfi sportlövészetben | Az 1996. évi nyári olimpiai játékok éremtáblázata férfi sportlövészetben | Az 1996. évi nyári olimpiai játékok éremtáblázata férfi sportlövészetben | Az 1996. évi nyári olimpiai játékok éremtáblázata férfi sportlövészetben | Olimpia  |
| ------------------------------------------------------------------------ | ------------------------------------------------------------------------ | ------------------------------------------------------------------------ | ------------------------------------------------------------------------ | ------------------------------------------------------------------------ | -------- |
|                                                                          | Ország                                                                   | Arany                                                                    | Ezüst                                                                    | Bronz                                                                    | Összesen |
| 1.                                                                       | Olaszország (ITA)                                                        | 2                                                                        | 1                                                                        | 2                                                                        | 5        |
| 2.                                                                       | Ausztrália (AUS)                                                         | 2                                                                        | 0                                                                        | 0                                                                        | 2        |
| 2.                                                                       | Németország (GER)                                                        | 2                                                                        | 0                                                                        | 0                                                                        | 2        |
| 2.                                                                       | Oroszország (RUS)                                                        | 2                                                                        | 0                                                                        | 0                                                                        | 2        |
| 5.                                                                       | Kína (CHN)                                                               | 1                                                                        | 2                                                                        | 1                                                                        | 4        |
| 6.                                                                       | Franciaország (FRA)                                                      | 1                                                                        | 0                                                                        | 1                                                                        | 2        |
|                                                                          |                                                                          |                                                                          |                                                                          |                                                                          |          |
| 7.                                                                       | Kazahsztán (KAZ)                                                         | 0                                                                        | 2                                                                        | 1                                                                        | 3        |
| 8.                                                                       | Ausztria (AUT)                                                           | 0                                                                        | 1                                                                        | 1                                                                        | 2        |
| 8.                                                                       | Bulgária (BUL)                                                           | 0                                                                        | 1                                                                        | 1                                                                        | 2        |
| 8.                                                                       | Egyesült Államok (USA)                                                   | 0                                                                        | 1                                                                        | 1                                                                        | 2        |
| 11.                                                                      | Fehéroroszország (BLR)                                                   | 0                                                                        | 1                                                                        | 0                                                                        | 1        |
| 11.                                                                      | Lengyelország (POL)                                                      | 0                                                                        | 1                                                                        | 0                                                                        | 1        |
|                                                                          |                                                                          |                                                                          |                                                                          |                                                                          |          |
| 13.                                                                      | Csehország (CZE)                                                         | 0                                                                        | 0                                                                        | 1                                                                        | 1        |
| 13.                                                                      | Szlovákia (SVK)                                                          | 0                                                                        | 0                                                                        | 1                                                                        | 1        |
|                                                                          |                                                                          |                                                                          |                                                                          |                                                                          |          |
| Összesen                                                                 | Összesen                                                                 | 10                                                                       | 10                                                                       | 10                                                                       | 30       |

### Érmesek
| Az 1996. évi nyári olimpiai játékok férfi érmesei sportlövészetben |                                                        |                                                        |                                                       |
| Versenyszám                                                        | Arany                                                  | Ezüst                                                  | Bronz                                                 |
| Légpisztoly                                                        | Roberto Di Donna · Olaszország (ITA) · 684,2 (585)     | Vang Ji-fu (Wang Yifu) · Kína (CHN) · 684,1 (587)      | Tanyu Kirjakov · Bulgária (BUL) · 683,8 (584)         |
| Gyorstüzelő pisztoly (2x30 löv.)                                   | Ralf Schumann · Németország (GER) · 698,0 (596)        | Emil Milev · Bulgária (BUL) · 692,1 (596)              | Vlagyimir Vohmjanyin · Kazahsztán (KAZ) · 691,5 (589) |
| Szabadpisztoly (60 löv.)                                           | Borisz Kokorev · Oroszország (RUS) · 666,4 (570)       | Ihar Baszinszki · Fehéroroszország (BLR) · 662,0 (565) | Roberto Di Donna · Olaszország (ITA) · 661,8 (569)    |
| Légpuska (60 löv.)                                                 | Artyom Hadzsibekov · Oroszország (RUS) · 695,7 (594)   | Wolfram Waibel · Ausztria (AUT) · 695,2 (596)          | Jean-Pierre Amat · Franciaország (FRA) · 693,1 (591)  |
| Kisöbű puska fekvő (60 lövés)                                      | Christian Klees · Németország (GER) · 704,8 VCS (600)  | Szergej Beljajev · Kazahsztán (KAZ) · 703,3 (598)      | Gönci József · Szlovákia (SVK) · 701,9 (599)          |
| Kisöbű puska összetett (3x40 löv.)                                 | Jean-Pierre Amat · Franciaország (FRA) · 1273,9 (1175) | Szergej Beljajev · Kazahsztán (KAZ) · 1272,3 (1175)    | Wolfram Waibel · Ausztria (AUT) · 1269,6 (1170)       |
| Futócél (30+30 löv.)                                               | Jang Ling (Yang Ling) · Kína (CHN) · 685,8 (585)       | Hsziao Csün (Xiao Jun) · Kína (CHN) · 679,8 (577)      | Miroslav Januš · Csehország (CZE) · 677,1 (579)       |
| Skeet (125 korong)                                                 | Ennio Falco · Olaszország (ITA) · 149 (125)            | Mirosław Rzepkowski · Lengyelország (POL) · 148 (123)  | Andrea Benelli · Olaszország (ITA) · 147 (123)        |
| Trap (125 korong)                                                  | Michael Diamond · Ausztrália (AUS) · 149 (124)         | Joshua Lakatos · Egyesült Államok (USA) · 147 (123)    | Lance Bade · Egyesült Államok (USA) · 147 (123)       |
| Dupla trap (150 korong)                                            | Russel Mark · Ausztrália (AUS) · 189 (141)             | Albano Pera · Olaszország (ITA) · 183 (139)            | Csang Ping (Zhang Bing) · Kína (CHN) · 183 (140)      |

## Női

### Éremtáblázat
| Az 1996. évi nyári olimpiai játékok éremtáblázata női sportlövészetben | Az 1996. évi nyári olimpiai játékok éremtáblázata női sportlövészetben | Az 1996. évi nyári olimpiai játékok éremtáblázata női sportlövészetben | Az 1996. évi nyári olimpiai játékok éremtáblázata női sportlövészetben | Az 1996. évi nyári olimpiai játékok éremtáblázata női sportlövészetben | Olimpia  |
| ---------------------------------------------------------------------- | ---------------------------------------------------------------------- | ---------------------------------------------------------------------- | ---------------------------------------------------------------------- | ---------------------------------------------------------------------- | -------- |
|                                                                        | Ország                                                                 | Arany                                                                  | Ezüst                                                                  | Bronz                                                                  | Összesen |
| 1.                                                                     | Oroszország (RUS)                                                      | 1                                                                      | 2                                                                      | 1                                                                      | 4        |
| 2.                                                                     | Jugoszlávia (YUG)                                                      | 1                                                                      | 0                                                                      | 1                                                                      | 2        |
| 2.                                                                     | Lengyelország (POL)                                                    | 1                                                                      | 0                                                                      | 1                                                                      | 2        |
| 4.                                                                     | Egyesült Államok (USA)                                                 | 1                                                                      | 0                                                                      | 0                                                                      | 1        |
| 4.                                                                     | Kína (CHN)                                                             | 1                                                                      | 0                                                                      | 0                                                                      | 1        |
|                                                                        |                                                                        |                                                                        |                                                                        |                                                                        |          |
| 6.                                                                     | Németország (GER)                                                      | 0                                                                      | 2                                                                      | 0                                                                      | 2        |
| 7.                                                                     | Bulgária (BUL)                                                         | 0                                                                      | 1                                                                      | 1                                                                      | 2        |
|                                                                        |                                                                        |                                                                        |                                                                        |                                                                        |          |
| 8.                                                                     | Ausztrália (AUS)                                                       | 0                                                                      | 0                                                                      | 1                                                                      | 1        |
|                                                                        |                                                                        |                                                                        |                                                                        |                                                                        |          |
| Összesen                                                               | Összesen                                                               | 5                                                                      | 5                                                                      | 5                                                                      | 15       |

### Érmesek
| Az 1996. évi nyári olimpiai játékok női érmesei sportlövészetben |                                                     |                                                       |                                                      |
| Versenyszám                                                      | Arany                                               | Ezüst                                                 | Bronz                                                |
| Légpisztoly                                                      | Olga Klocsnyeva · Oroszország (RUS) · 490.8 (390)   | Marina Logvinyenko · Oroszország (RUS) · 488.5 (390)  | Marija Grozdeva · Bulgária (BUL) · 488.5 (389)       |
| Sportpisztoly (30+30)                                            | Li Tuj-hung (Li Duihong) · Kína (CHN) · 687.9 (589) | Diana Jorgova · Bulgária (BUL) · 684.8 (585)          | Marina Logvinyenko · Oroszország (RUS) · 684.2 (583) |
| Légpuska                                                         | Renata Mauer · Lengyelország (POL) · 497.6 (395)    | Petra Horneber · Németország (GER) · 497.4 (397)      | Aleksandra Ivošev · Jugoszlávia (YUG) · 497.2 (395)  |
| Kisöbű sportpuska, összetett (3 × 20 lövés)                      | Aleksandra Ivošev · Jugoszlávia (YUG) · 686.1 (587) | Irina Geraszimjonok · Oroszország (RUS) · 680.1 (585) | Renata Mauer · Lengyelország (POL) · 679.8 (589)     |
| Dupla trap (120 korong)                                          | Kim Rhode · Egyesült Államok (USA) · 141 (108)      | Susanne Kiermayer · Németország (GER) · 139 (105)     | Deserie Huddleston · Ausztrália (AUS) · 139 (103)    |